# Десантні катери проєкту 02510
Швидкісні транспортно-десантні катери проєкту 02510 «БК-16» (рос. Скоростные транспортно-десантные катера проекта 02510 «БК-16») — серія російських високошвидкісних транспортно-десантних катерів, побудованих на замовлення ВМФ Росії. Вони призначені для загонів спеціального призначення під час операцій на річках чи прибережній морській зоні.
Через велику схожість зовнішнього вигляду, катери проєкту можна переплутати з іншими патрульними катерами проєкту 03160 «Раптор», розробленими та виробленими «Ленінградським суднобудівним заводом „Пелла“». В основі обох проєктів лежать швидкісні катери CB90.

## Призначення
Катери проєкту 02510 призначені для перекидання та висадки десанту, вогневої підтримки десанту, протидиверсійних операцій, боротьби з піратством та тероризмом, перевезення легких вантажів та участі у рятувальних операціях.

## Історія
Швидкісні транспортно-десантні катери проєкту 02510 «БК-16» розроблено російською компанією «Єврояхтінг» (рос. Еврояхтинг) (належить Рибінській верфі) за участю у робочому проєкті компанії «Сі Тех» (рос. Си Тех). Оснащені двома італійськими рядними 6-циліндровими двигунами 6-4V-10 «Seatek» та двома італійськими водометними рушіями Turbodrive 400 H.C. «Castoldi».
Катери проєкту 02510 «БК-16», як і катери проєкту 03160 «Раптор», побудовані на базі проєкту малого бойового катера CombatBoat 90 розробки шведської компанії Dockstavarvet. Катери є конкурентами один одному. Але, за твердженням проєктувальників, цей проєкт є самостійним. Серійне будівництво розгорнуто на суднобудівному заводі «Рибінська верф» (входить до АТ «Концерн „Калашников“»).
У листопаді 2014 року катер БК-16 було доставлено до тимчасово окупованого Севастополя для проведення випробувань. Очікувалося, що після завершення випробувань катер продовжить службу у складі підрозділу спеціального призначення. Станом на червень 2015 року катер завершував випробування у складі Чорноморського флоту ВМФ Росії.
У червні 2015 року, після 9-місячного будівництва, був спущений на воду другий катер проєкту БК-16. Повідомлялося, що заводські випробування триватимуть близько двох тижнів.
Вперше катер БК-16 був продемонстрований на відкритій експозиції «Армія-2015», яка відбулася з 16 по 19 червня 2015 року в Кубинці. Далі катер був представлений концерном «Калашников» (входить до російської державної корпорації Ростех) на Сьомому Міжнародному військово-морському салоні (МВМС-2015) у Санкт-Петербурзі з 1 по 5 липня 2015 року, під час якого Віцепрем'єр Росії Дмитро Рогозін оглянув катер. Після завершення циклу випробувань та демонстрації, головний катер БК-16 проєкту 02510 наказом Головнокомандувача ВМФ Росії було прийнято до складу ВМФ РФ з бортовим номером 296.
5 березня 2019 року пресслужба Південного округу військ національної гвардії Росії (Росгвардії) повідомила, що в окупованому Криму із Севастополя в Керч здійснили перехід два високошвидкісні транспортно-десантні катери БК-16, таким чином Росгвардія отримала перші два катери цього проєкту з бортовими номерами 490 та 491. Ці катери збудовані на суднобудівному заводі АТ «Рибінська верф» в Ярославській області Росії (компанія входить до групи компаній Концерн «Калашников»).
23 жовтня 2019 року на «Рибінській верфі» відбулася церемонія спуску на воду двох нових катерів БК-16 для Росгвардії. Закладка катерів пройшла у січні та березні 2019 року, ці два катери з бортовими номерами 492 та 493 прийняті до складу Росгвардії у 2020 році.
24 листопада 2020 року у місті Приморськ (Калінінградська область) відбулася церемонія підйому прапора та передача ВМФ Росії 15-го із серії катера проєкту 02510 БК-16 з бортовим номером 790, першого для Балтійського флоту Росії.
1 червня 2021 року у місті Сєвєроморськ відбулася церемонія підйому прапора та передача Північному флоту Росії десантного катера проєкту 02510 БК-16 з бортовим номером 321.
15 липня 2021 року у місті Приморськ (Калінінградська область) відбулася церемонія підйому прапора та передача Балтійському флоту Росії 2-х десантних катерів проєкту 02510 БК-16 з бортовими номерами 793 та 796.

### Бойове застосування
У березні 2022 року під час російського вторгнення в Україну катери такого типу застосовувалися агресором у порту Бердянська. Влітку того ж року з'явилося відео застосування російськими військами катерів БК-16 в акваторії Дніпра на території України.
2 травня 2022 року українськими військовими було знищено один катер БК-16.
7 серпня 2025 року українською стороною уражено десантний катер БК-16.

### Модифікації
Катери можуть бути виконані в наступних модифікаціях:
- Швидкісний десантний катер
- Командний пункт з 9 робочими місцями
- Медичний катер із реанімаційними модулями
- Пожежний
- Водолазний.

## Габарити катера
- Водотоннажність 19,5 т (повна)
- Довжина 16,78 м (найбільша)
- Ширина 3,96 м (найбільша)
- Висота 4,15 м (над водою зі складеною щоглою)
- Осадка 0,83 м (середня)

## Озброєння
Бойовий комплекс катера є дистанційно-керованим бойовим модулем розробки концерну «Калашников». Модуль має бронезахист від куль калібру 7,62 мм типу Б-32 і гіростабілізований по двох осях, що підвищує точність ведення вогню під час хитавиці. Супровід рухомої цілі здійснюється автоматично, у системі супроводу цілі є функція пам'яті, розрахована на 10 нерухомих цілей. На катерах може використовуватися різне поєднання взаємозамінного озброєння. До складу штатного озброєння входить:
- Один кулемет 12,7 мм або один гранатомет 40 мм на вертлюжній установці
- Чотири кулемети 7,62 мм, по два на борт
- Чотири морські міни або пускова установка керованих ракет.

Також катери оснащуються легкими безпілотними літальними апаратами (розвідниками) ZALA 421-16EM, які можуть транслювати відео в режимі реального часу на відстані до 25 кілометрів і в темний час доби.

## Представники проєкту
| №  | Назва                     | Виробник       | Заводський № | Дата закладки | Спуск на воду | Взяття на озброєння | Флот                         | Стан                |
| -- | ------------------------- | -------------- | ------------ | ------------- | ------------- | ------------------- | ---------------------------- | ------------------- |
| 1  | Д-296 «Владислав Дорохин» | Рибінська верф | 01           | 2014          | 11.2014       | 19.06.2015          | Чорноморський флот           | У строю             |
| 2  | Д-???                     | Рибінська верф | 02           | 09.2014       | 03.06.2015    | 10.2015             | Чорноморський флот           | У строю             |
| 3  | Д-???                     | Рибінська верф | 03           | 06.2015       | 04.2016       | 06.07.2016          | Чорноморський флот           | У строю             |
| 4  | Д-???                     | Рибінська верф | 04           | 07.2016       | 2017          | 09.2017             | Чорноморський флот           | У строю             |
| 5  | Д-308                     | Рибінська верф | 05           | 2017          | 2017          | 24.02.2018          | Північний флот               | У строю             |
| 6  | Д-2110                    | Рибінська верф | 06           | 2017          | 2017          | 24.02.2018          | Північний флот               | У строю             |
| 7  | Д-???                     | Рибінська верф | 07           | 2017          | 2018          | 2018                | Північний флот               | У строю             |
| 8  | Д-309                     | Рибінська верф | 08           | 11.2017       | 04.2018       | 07.2018             | Чорноморський флот           | У строю             |
| 9  | Д-490                     | Рибінська верф | 11           | 12.03.2018    | 2019          | 05.03.2019          | Росгвардія (окупований Керч) | У строю             |
| 10 | Д-491                     | Рибінська верф | 12           | 04.2018       | 2019          | 05.03.2019          | Росгвардія (окупована Керч)  | У строю             |
| 11 | Д-492                     | Рибінська верф | 13           | 01.2019       | 23.10.2019    | 2020                | Росгвардія (окупована Керч)  | У строю             |
| 12 | Д-493                     | Рибінська верф | 14           | 03.2019       | 23.10.2019    | 2020                | Росгвардія (окупована Керч)  | У строю             |
| 13 | Д-790                     | Рибінська верф | 15           | 2019          | 2020          | 24.11.2020          | Балтійський флот             | У строю             |
| 14 | Д-321                     | Рибінська верф | 16           | 2020          | 2021          | 01.06.2021          | Північний флот               | У строю             |
| 15 | Д-793                     | Рибінська верф | 17           | 2020          | 2021          | 15.06.2021          | Балтійський флот             | У строю             |
| 16 | Д-796                     | Рибінська верф | 18           | 2020          | 2021          | 15.06.2021          | Балтійський флот             | У строю             |
| 17 | Д-315                     | Рибінська верф | 19           | 2019          | 2020          | 27.12.2020          | Балтійський флот             | У строю             |
| 18 | Д-310                     | Рибінська верф | 09           | 2020          | 2021          | 2021                | Чорноморський флот           | Знищений 02.05.2022 |
| 19 | Д-311                     | Рибінська верф | 10           | 2020          | 2021          | 2021                | Чорноморський флот           | У строю             |

Кольори таблиці:

Білий — будується, недобудований або утилізований до спуску на воду

 Зелений  — діючий у складі ВМФ Росії

 Жовтий  — діючий у складі іноземних ВМС або як цивільне судно

 Синій  — перебуває на ремонті чи модернізації

 Червоний  — списаний, утилізований або втрачений

 Сірий  — перебуває на зберіганні